# 中村翼 (サッカー選手)
中村 翼（なかむら つばさ、2002年4月26日 - ）は、神奈川県出身のサッカー選手。ポジションはミッドフィルダー(MF)。
Jリーグ・福島ユナイテッドFC所属。

## 経歴
横浜F・マリノスアカデミー出身。
法政大学から2025年に福島ユナイテッドFCに加入した。
2025年3月23日、AC長野パルセイロ戦でJリーグ初出場。3月30日のガイナーレ鳥取戦でリーグ戦初得点。

## 所属クラブ
- SCH.FC（横浜市立上矢部小学校）[2]
- 横浜F・マリノスJrユース（横浜市立岡津中学校）[2]
- 横浜F・マリノスユース（神奈川県立上矢部高校）[2]
- 法政大学
- 2025年 -  福島ユナイテッドFC

## 個人成績
| 国内大会個人成績 | 国内大会個人成績 | 国内大会個人成績 | 国内大会個人成績 | 国内大会個人成績 | 国内大会個人成績 | 国内大会個人成績 | 国内大会個人成績 | 国内大会個人成績 | 国内大会個人成績 | 国内大会個人成績 | 国内大会個人成績 |
| 年度             | クラブ           | 背番号           | リーグ           | リーグ戦         | リーグ戦         | リーグ杯         | リーグ杯         | オープン杯       | オープン杯       | 期間通算         | 期間通算         |
| 年度             | クラブ           | 背番号           | リーグ           | 出場             | 得点             | 出場             | 得点             | 出場             | 得点             | 出場             | 得点             |
| 日本             | 日本             | 日本             | 日本             | リーグ戦         | リーグ戦         | リーグ杯         | リーグ杯         | 天皇杯           | 天皇杯           | 期間通算         | 期間通算         |
| ---------------- | ---------------- | ---------------- | ---------------- | ---------------- | ---------------- | ---------------- | ---------------- | ---------------- | ---------------- | ---------------- | ---------------- |
| 2025             | 福島             | 14               | J3               |                  |                  |                  |                  |                  |                  |                  |                  |
| 通算             | 日本             | 日本             | J3               |                  |                  |                  |                  |                  |                  |                  |                  |
| 総通算           |                  |                  |                  |                  |                  |                  |                  |                  |                  |                  |                  |

出場歴
- Jリーグ初出場 2025年3月23日 J3第6節 AC長野パルセイロ戦（長野Uスタジアム）
- Jリーグ初得点 2025年3月30日 J3第7節 ガイナーレ鳥取戦（とうほう・みんなのスタジアム）